# Icksjön
Icksjön är en sjö i Mora kommun och Rättviks kommun i Dalarna och ingår i Dalälvens huvudavrinningsområde. Sjön har en area på 1,44 kvadratkilometer och ligger 284 meter över havet.

## Delavrinningsområde
Icksjön ingår i det delavrinningsområde (676791-145449) som SMHI kallar för Utloppet av Icksjön. Medelhöjden är 291 meter över havet och ytan är 12,19 kvadratkilometer. Räknas de 4 avrinningsområdena uppströms in blir den ackumulerade arean 55,74 kvadratkilometer. Ickån som avvattnar avrinningsområdet har biflödesordning 2, vilket innebär att vattnet flödar genom totalt 2 vattendrag innan det når havet efter 316 kilometer. Avrinningsområdet består mestadels av skog (42 procent) och sankmarker (42 procent). Avrinningsområdet har 1,66 kvadratkilometer vattenytor vilket ger det en sjöprocent på 13,6 procent.